# Willi Tannheimer

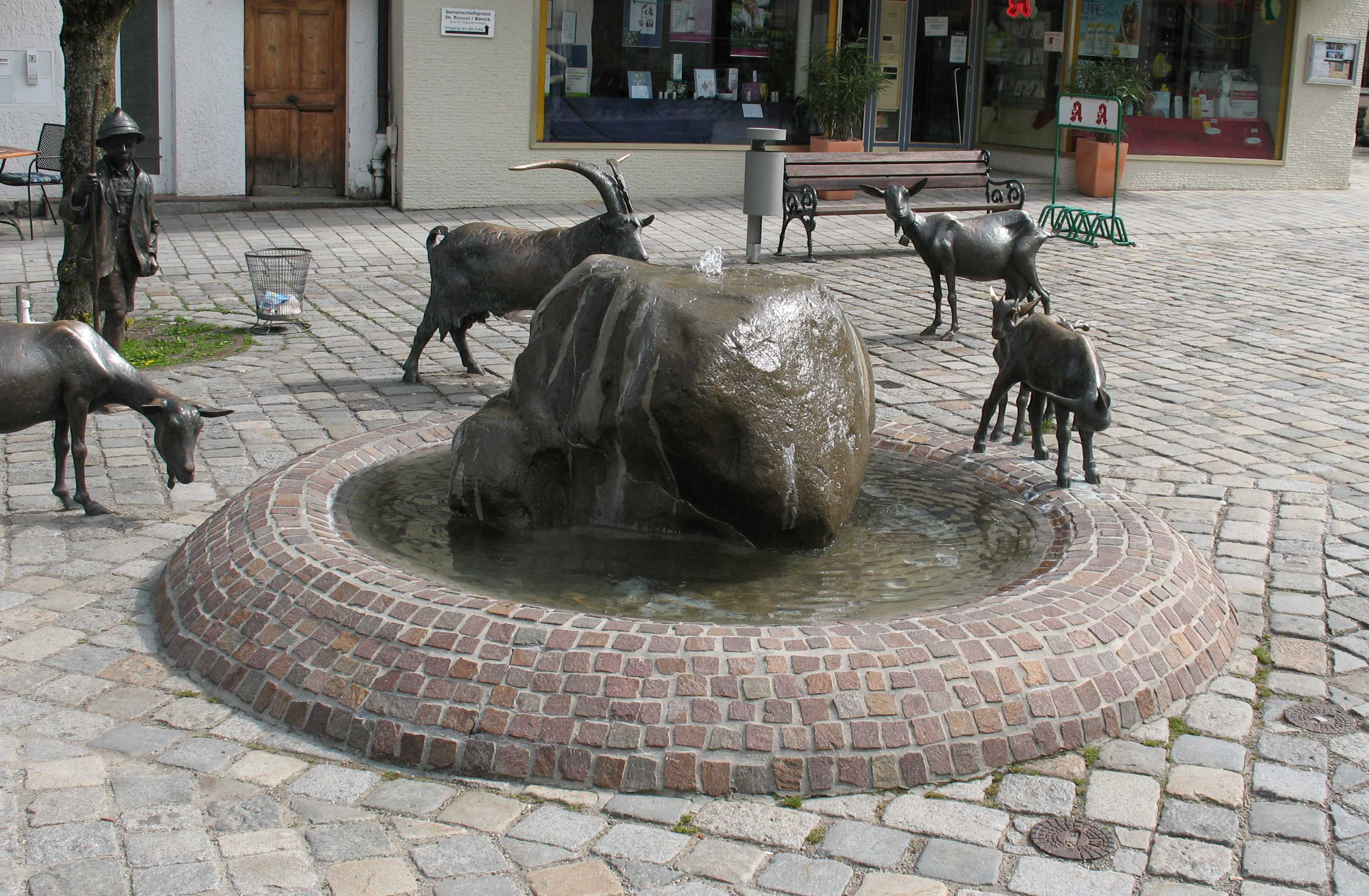
Geißenbrunnen in Immenstadt

Willi Tannheimer (* 1940 in Hinterstein) ist ein deutscher Bildhauer.

## Biografie
Tannheimer wurde 1940 in Hinterstein geboren. Seine erste Ausbildung absolvierte er bei seinem Vater Wilhelm Tannheimer als Holzbildhauer. Von 1966 bis 1968 besuchte er die Kunstgewerbeschule in München und beendete diese mit der Meisterprüfung als Bildhauer. Es folgten mehrere Studienaufenthalte an internationalen Sommerakademien. Tannheimer ist seit 1968 als freischaffender Bildhauer in Hinterstein/ Bruck tätig.

## Stil
Tannheimers bevorzugte Arbeitsmittel sind Bronze, Holz und Stein. Er führt sowohl öffentliche als auch private Auftragsarbeiten aus. Seine Themen sind 
- Der Mensch
- Das Tier
- Sakrale Kunst
- Gartenplastiken

## Werke
Seine Werke in Kirchen sind in Venezuela, Burgberg, Wattenscheid, Bruck und Karben zu sehen. Öffentliche Arbeiten von Tannheimer existieren in Aachen, Bad Hindelang, Immenstadt, Hannover, Kempten (Allgäu), Nesselwang, Oberstdorf und Ulm.

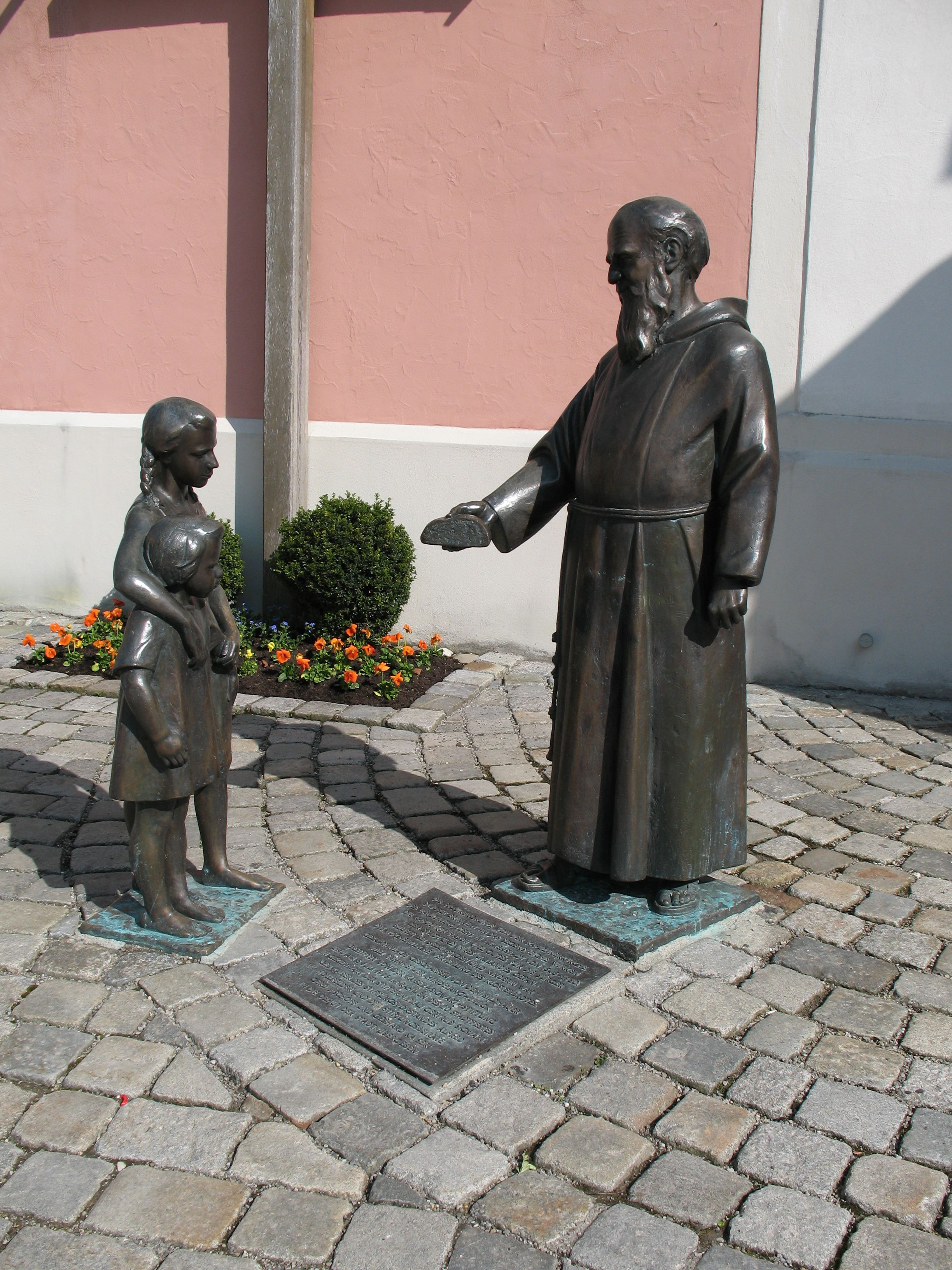
Kapuziner vor der Klosterkirche in Immenstadt
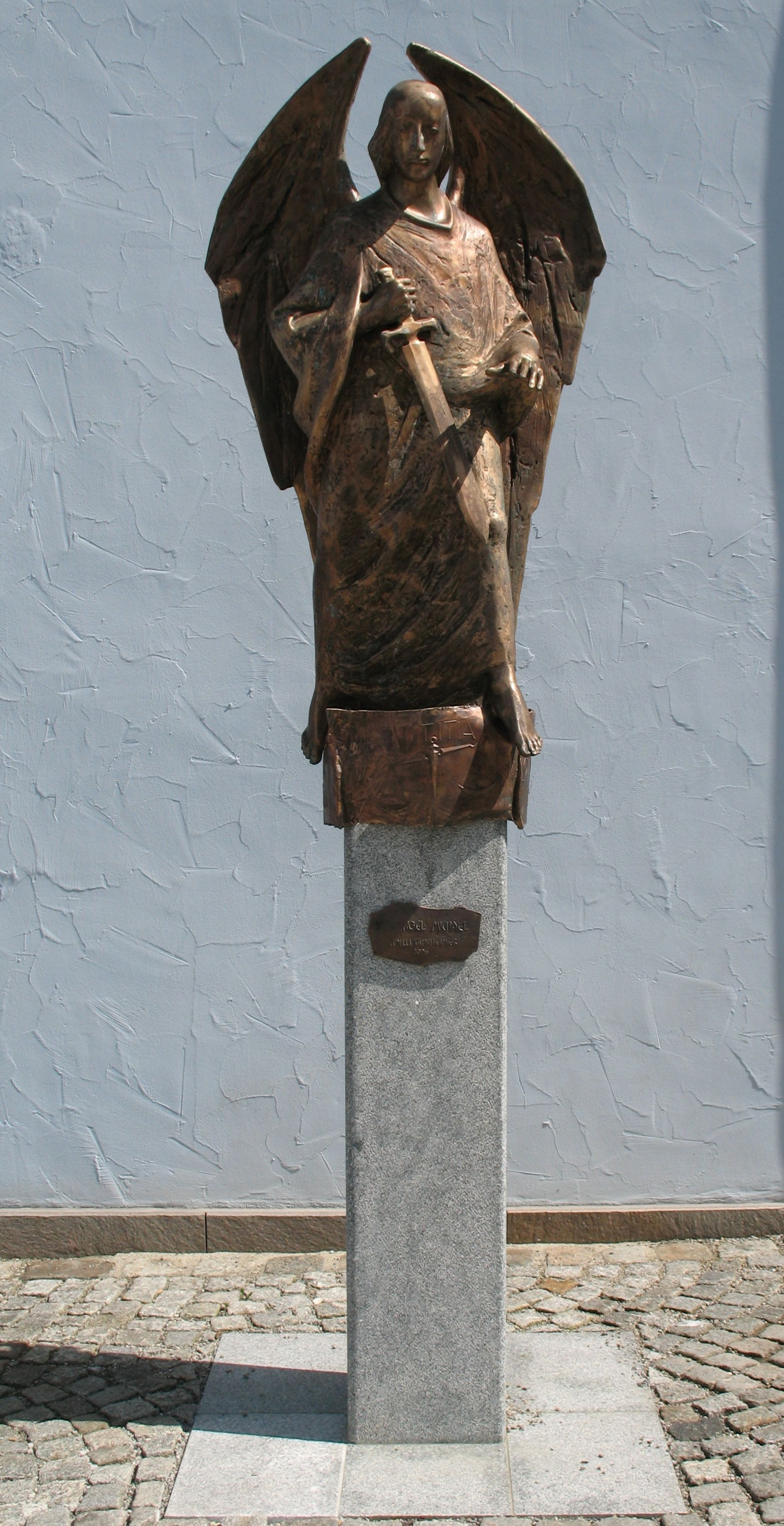
Erzengel Michael in Immenstadt
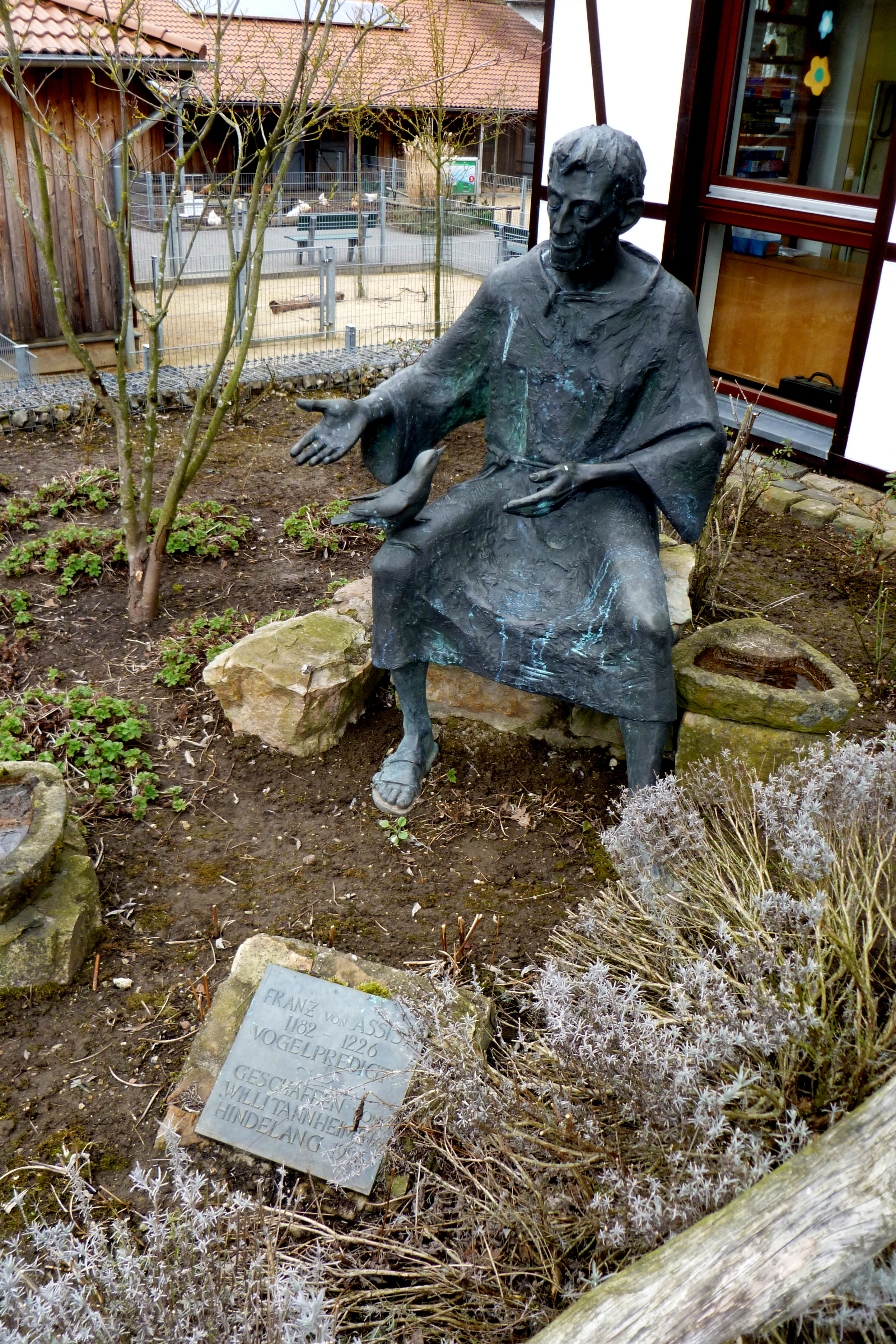
Franz von Assisi im Tierpark Aachen
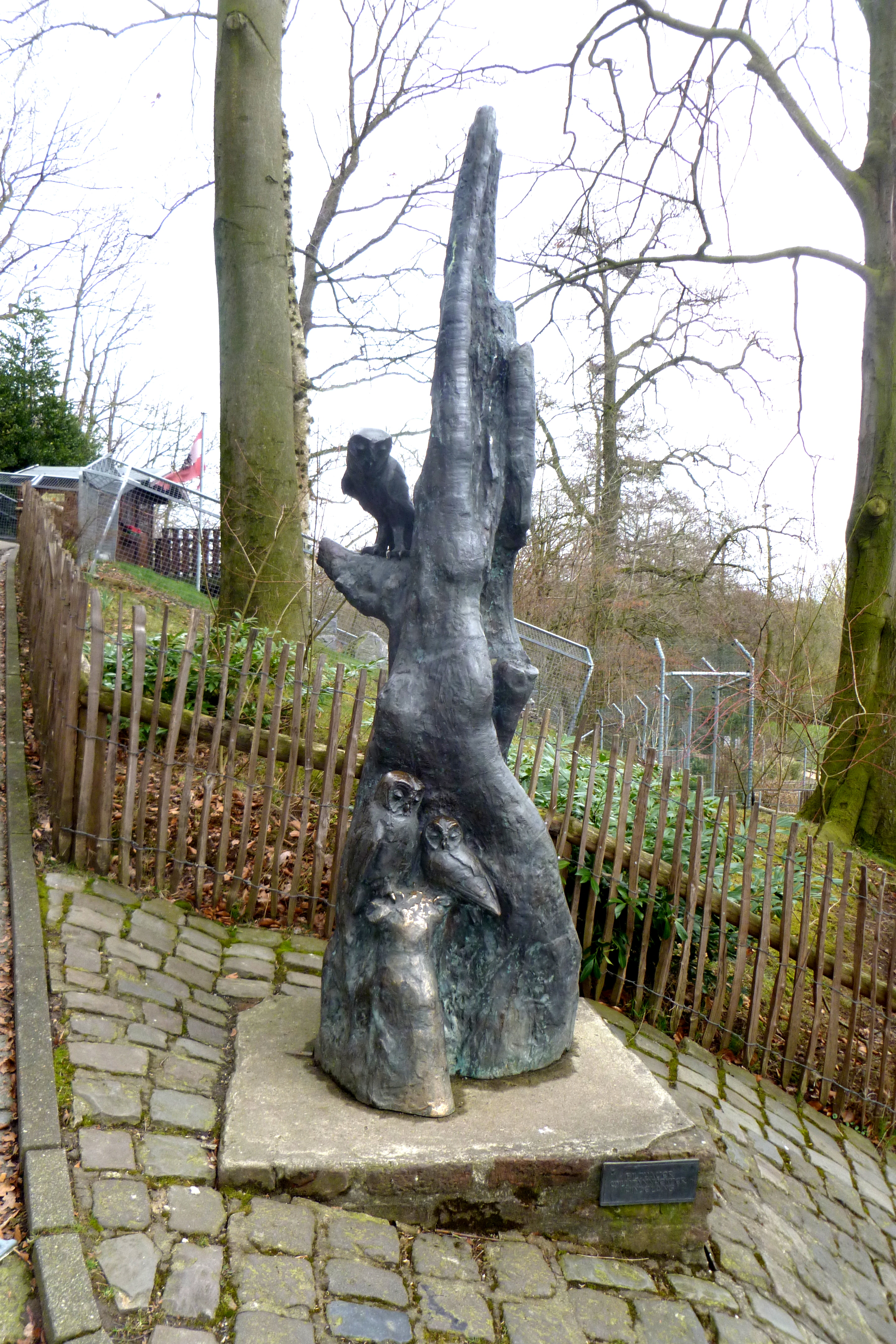
Eulenbaum im Tierpark Aachen
Alpsee-Segler in Bühl am Alpsee
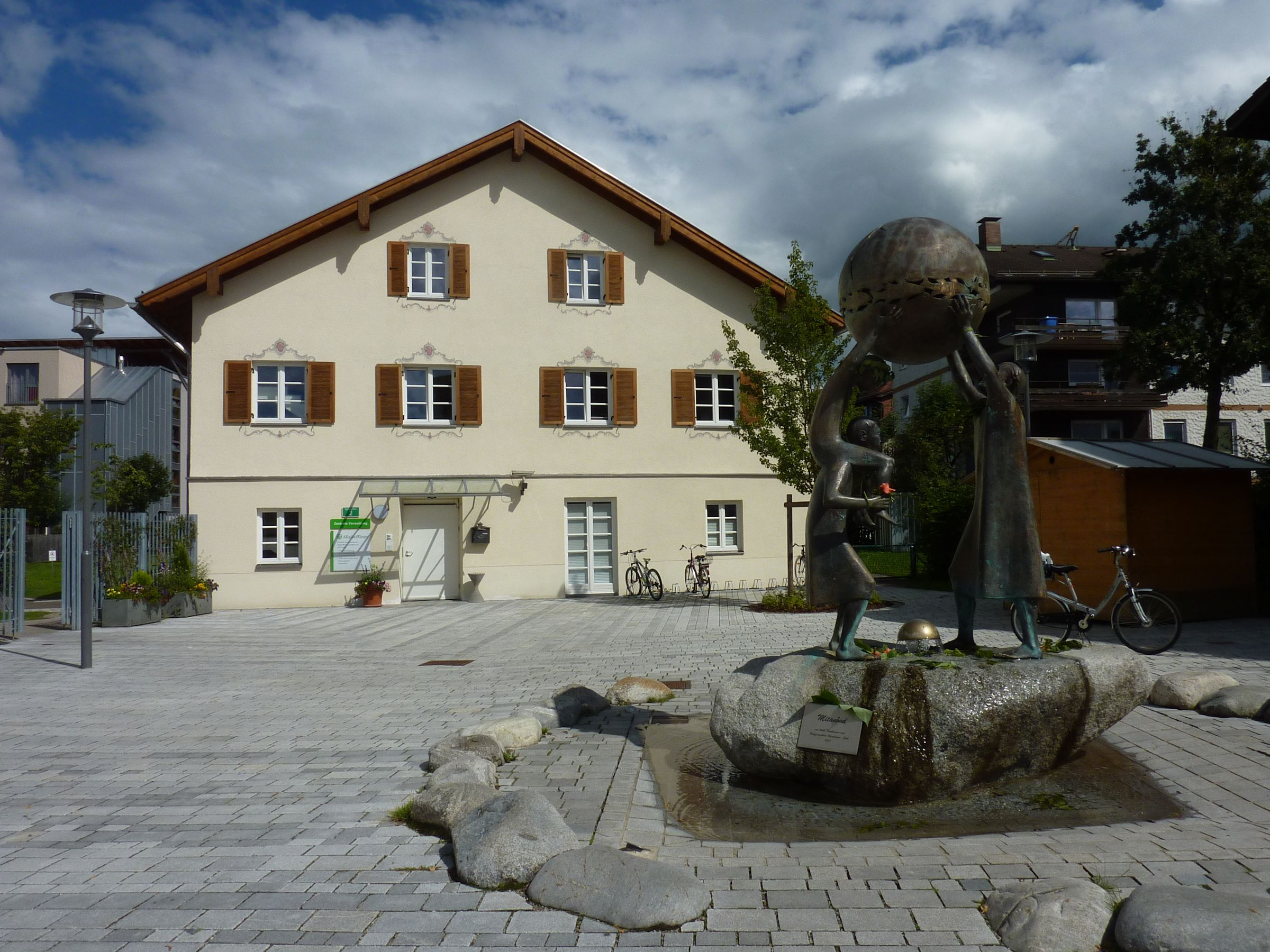
Skulptur Mitanond in Sonthofen

## Auszeichnungen
- 1993: Kulturpreis des Landkreises Oberallgäu
- 2007: Johann-Georg-Grimm-Preis[1]

## Weitere berufliche Tätigkeiten
Tannheimer beteiligt sich seit 1970 an Ausstellungen im Haus der Kunst in München und des Weiteren an ausgewählten Einzel- und Gruppenausstellung im Allgäu (u. a. regelmäßige Teilnahme an der Ausstellung Die Südliche 2003–2009).